# Acraea modesta
Acraea modesta är en fjärilsart som beskrevs av Suffert 1904. Acraea modesta ingår i släktet Acraea och familjen praktfjärilar. Inga underarter finns listade i Catalogue of Life.